# Petronila Guerrero
Petronila Guerrero Rosado (Conil de la Frontera, 1953) es una política española del Partido Socialista Obrero Español. Ha sido Senadora por la provincia de Huelva en la X legislatura, parlamentaria Andaluza en el Parlamento Andaluz y presidenta de la Diputación de Huelva.

## Biografía
Comienza su carrera política ingresando en 1978 en PSOE y en la UGT (Unión General de los Trabajadores). En el Parlamento de Andalucía ha sido secretaria Segunda de la cámara baja, cargo que ocupa entre 1999 a 2001, y en el mismo es elegida vicepresidenta tercera del parlamento, cargo que ostenta hasta 2004, cuando a partir de ese año ejerce como vicepresidenta segunda. En 1994 fue diputada del PSOE por dicha provincia en el Parlamento Andaluz, tras obtener un escaño en las cuatro elecciones autonómicas. Es vicepresidenta de la Diputación provincial de Huelva durante ocho años, después es concejala y primera teniente de alcalde en el Ayuntamiento de Aljaraque (Huelva).  
Además, ha sido candidata a la alcaldía de Huelva por el PSOE-A.
En el Partido Socialista Obrero Español desempeña cargos en las ejecutivas provinciales y regionales, en las que es responsable de las secretarías de comunicación y administración. Entre 2007 y 2011 preside la diputación onubense, y por último fue presidenta del PSOE de Aljaraque, secretaria de dicho partido en Bellavista y presidenta regional del PSOE de Andalucía. 
En 2015 se retiró completamente de la política, renunciando a su cargo de Concejala y de Senadora, siendo la presidenta de la Fundación Zenobia-Juan Ramón Jiménez.